# 人体测量学

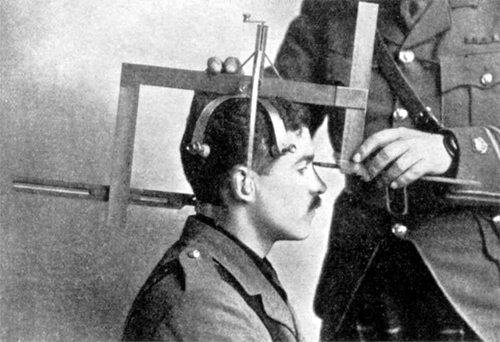
1910年代早期的頭部量測器。

人体测量学（英語：anthropometry）是用测量和观察的方法描述人类体质特征状况的人类学分支学科。采用人类学常用的活体测量法来研究体育锻炼和运动训练对人体外部形态和体形的影响、运动员身体各部分比例特征、体型、生长发育中身体各部分之间的比例的变化以及运动遗传因素等问题。各国为了提高竞技运动水平和有效地培养运动员，广泛开展人体测量学的研究。

## 历史
在中国二千多年前的《内经－灵柩》之《骨度篇》中，对人体测量就有了较详细而科学的阐述。古埃及在公元前3500－2200年之间，也有类似人体测量的方法存在，并提出人体可分为十九个部位。
古希腊、罗马雕塑家们很注意人体形态美，雕塑出完美的作品，如《掷铁饼者》，《维纳斯》雕像。
1870年比利时数学家阿道夫·凯特尔发表了《人体测量学》一书，逐渐形成了“人体测量学”这门科学。

## 内容
- 测量：肌力测量，循环机能测量，运动能力测定，综合性标准化测量
- 研究不同民族、不同种族、不同体型特点同运动能力的关系。

## 作用
- 为选拔运动员提供理论依据；
- 为运动员的服装、鞋袜和运动器材的设计制作提供参考数据。

## 应用
- 选拔运动员——运动项目与形态特征之间有着一定的依存关系，运用人体测量法从各运动项目优秀运动员测得的数据，可以大致确定各运动项目运动员各自的形态和体型特征。
- 运动员在多年系统训练中形成一定体型，弄清各运动项目体型变化的年龄趋势和规律。这种研究有助于预测运动员未来体型，让选拔运动员更为科学。

## 参看
- 运动人体测量学